# Denis Duga
Denis Duga (* 5. září 1994, Myjava) je slovenský fotbalový záložník, od zimy 2018 hráč klubu FC ViOn. Mimo Slovensko působil na klubové úrovni v Česku.

## Klubová kariéra
Svoji fotbalovou kariéru začal v TJ Spartak Myjava, odkud v průběhu mládeže zamířil do českého klubu SK Slavia Praha. V zimním přestupovém období sezony 2013/14 odešel na hostování zpět do Myjavy. V létě 2014 do týmu přestoupil.

Po odhlášení A-týmu Myjavy z nejvyšší slovenské ligy v zimní přestávce ročníku 2016/17 odešel do druholigového českého klubu FC Sellier & Bellot Vlašim.

V letním přestupovém období se vrátil na Slovensko, posílil prvoligový klub FK Senica. V zimě 2018 posílil klub FC ViOn. Má kontrakt až do roku 2025.